# Краљова на Ваху
Краљова на Ваху (слч. Kráľová nad Váhom, мађ. Vágkirályfa) насељено је мјесто са административним статусом сеоске општине (слч. obec) у округу Шаља, у Њитранском крају, Словачка Република.

## Становништво
| Година:    | 1994. | 2004.   | 2014.   | 2024.   |
| ---------- | ----- | ------- | ------- | ------- |
| Број људи: | 1498  | 1574    | 1724    | 1857    |
| Разлика:   |       | +5,07 % | +9,52 % | +7,71 % |

| Година:    | 2023. | 2024.   |
| ---------- | ----- | ------- |
| Број људи: | 1863  | 1857    |
| Разлика:   |       | -0,32 % |

Према подацима о броју становника из 2011. године насеље је имало 1.701 становника.